# Cecidomyia piniinopis
Cecidomyia piniinopis is een muggensoort uit de familie van de galmuggen (Cecidomyiidae). De wetenschappelijke naam van de soort is voor het eerst geldig gepubliceerd in 1862 door Carl Robert Osten-Sacken.